# Jules Aarons
Jules Aarons (ur. 1921 w Nowym Jorku, zm. 21 listopada 2008 w Newton) – amerykański fizyk zajmujący się propagacją fal radiowych, pionier fizyki plazmy; fotograf specjalizujący się w fotografii ulicznej Bostonu, którego prace znajdują się w Museum of Fine Arts w Bostonie i nowojorskim Museum of Modern Art.

## Życiorys
Aarons urodził się w 1921 roku w nowojorskiej dzielnicy Bronx. W 1942 roku ukończył City College of New York, po czym wstąpił do wojska, gdzie zaczął interesować się elektroniką. W latach 1943–1945 podczas II wojny światowej pracował jako operator radia i radaru w United States Army Air Corps. 

### Fizyka
Po wojnie, od 1946 roku pracował w wojskowym laboratorium Air Force Cambridge Research Center należącym do U.S. Air Force Geophysics Laboratory. W 1949 roku uzyskał tytuł Master of Arts z fizyki na Boston University. W latach 1953–1954 przebywał na stypendium Fundacji Fulbrighta na Uniwersytecie Paryskim, gdzie w 1954 roku obronił doktorat. 
Po powrocie do USA kontynuował pracę w Air Force Cambridge Research Center, gdzie po wystrzeleniu w kosmos pierwszego sputnika w 1957 roku, utworzył międzynarodową grupę naukową dla studiów nad satelitami – Joint Satellite Studies Group (JSSG). Związany był z NATO, z agencją Advisory Group on Aeronautical Research and Development (AGARD), gdzie przewodniczył panelowi ds. propagacji fal elektromagnetycznych (1979–1981). W latach 1980–1983 był przewodniczącym komisji propagacji fal radiowych w jonosferze (ang. Commission on Ionospheric Radio Wave Propagation) Międzynarodowej Unii Nauk Radiowych. 
Był pionierem fizyki plazmy, zajmował się m.in. scyntylacją jonosferyczną. Jako pierwszy zwrócił uwagę na wielkie scyntylacje w jonosferze nad polarnymi czapami lodowymi, szczególnie w latach nasilenia aktywności słonecznej. Również jako pierwszy zwrócił uwagę na to, że scyntylacje w strefie międzyzwrotnikowej nie osiągały swojego maksimum na równiku magnetycznym, lecz na grzbietach anomalii równikowych w warstwie F jonosfery. Promował i wspierał budowę wielu stacji monitorujących jonosferę. Jego badania wykorzystane zostały przy tworzeniu systemu nawigacji satelitarnej Global Positioning System.
Po przejściu na emeryturę w 1981 roku związał się jako Research Professor z Boston University, gdzie przyczynił się do utworzenia w 1987 roku centrum fizyki plazmy – Boston University's Center for Space Physics.
Opublikował ponad sto artykułów naukowych, był redaktorem książki na temat scyntylacji – Radio Astronomical and Satellite Studies of the Atmosphere.

### Fotografia
Aarons był fotografem samoukiem. Zajmował się przede wszystkim fotografią uliczną – w rodzinnym Bostonie oraz podczas licznych podróży po Europie, Ameryce Południowej i Azji. Jego prace znajdują się m.in. w Museum of Fine Arts w Bostonie i w nowojorskim Museum of Modern Art. W 2003 roku DeCordova Museum w Lincoln gościło wystawę retrospektywną jego prac.
Aarons zmarł 21 listopada 2008 roku w Newton.

## Wyróżnienia, nagrody i członkostwa
- Exceptional Civil Service Award[1]
- Gunther Loeser award[1]
- Townsend Harris Medal[1]
- członek Institute of Electrical and Electronics Engineers (IEEE)[1]
- członek Międzynarodowej Unii Nauk Radiowych (ang. International Union of Radio Science, URSI)[1]